# Gruppe Eberhardt
Die Gruppe Eberhardt, auch gemischter Verband Danzig, war eine militärische Einheit der Wehrmacht in der Größe einer Brigade.

## Geschichte

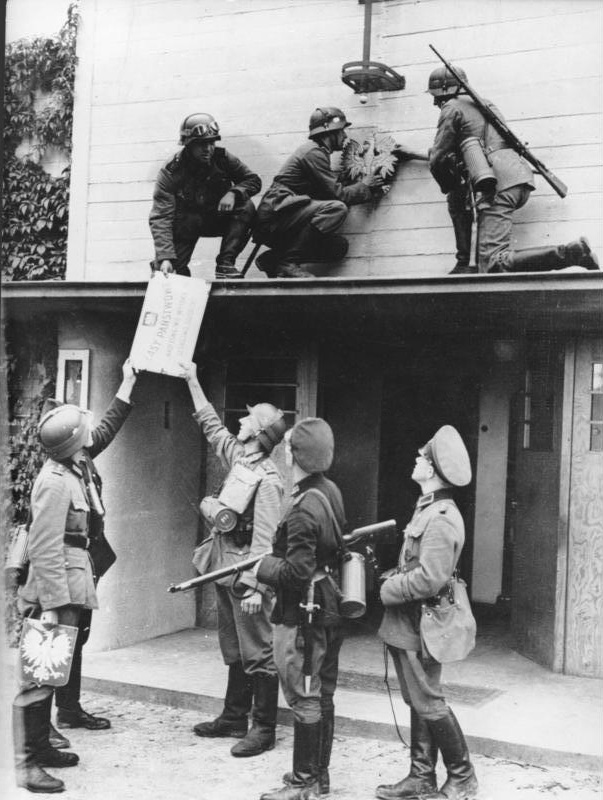
Danziger Landespolizei und Soldaten beim Entfernen eines polnischen Hoheitszeichens von einem polnischen Zollhaus bei Danzig, September 1939.

Die Gruppe Eberhardt wurde am 1. September 1939 in Danzig durch das Kommando Landespolizei Danzig aufgestellt.
Bis Juni 1939 hatten in Danzig nur Einheiten der Schutzpolizei existiert und anschließend wurden unter dem Deckmantel einer Landespolizei illegal militärische Einheiten unter dem General Friedrich-Georg Eberhardt aufgebaut. Dabei wurde durch den Senat der Freien Stadt Danzig unter Mithilfe des Wehrkreises I aus Polizei, SA und SS u. a. zwei Landespolizei-Regimenter gebildet. Für diese Einheiten wurde aus dem gesamten Reich Personal nach Danzig geschickt, u. a. kamen so auf Befehl des OKH 168 Heeresoffiziere, zivil gekleidet, nach Danzig. Ebenso wurde die Ausrüstung der späteren Gruppe Eberhardt von Stettin aus über den Seeweg kommend geschmuggelt. Ein vorgetäuschter Maschinenschaden der Frachter ermöglichte das Anlanden an der Danziger Schichau-Werft und das entladen der Ausrüstung.
Mit dem völkerrechtswidrigen Anschluss Danzigs an das Deutsche Reich Ende August 1939, übernahm die kurze Zeit später aufgestellte Gruppe Eberhardt Sicherungsaufgaben in der Stadt. Sie wurde der Armeeoberkommando 3 bei der Heeresgruppe Nord unterstellt. Mit Beginn des Zweiten Weltkriegs nahm die Gruppe Eberhardt am Kampf um die Westerplatte teil. Die Gruppe war aus ca. 1500 Mann gebildet, eine Besatzungseinheit, welche vom Bord des Linienschiffes Schleswig-Holstein kommend die Eroberung der Westerplatte unterstützte.
Nach dem Überfall auf Polen wurde Mitte Oktober 1939 die Gruppe Eberhardt in die 60. Infanterie-Division überführt.
Führer der Gruppe Eberhardt war über das Bestehen der Generalmajor Friedrich-Georg Eberhardt, welcher auch erster Kommandeur der aus der Gruppe Eberhardt hervorgegangenen 60. Infanterie-Division wurde.

## Gliederung
- Danziger Infanterie-Regiment 1 mit drei Bataillonen, aus dem Landespolizei-Regiment 1 (Danzig) gebildet, später zu Infanterie-Regiment 243 bei der 60. Infanterie-Division
- Danziger Infanterie-Regiment 2 mit drei Bataillonen, aus dem Landespolizei-Regiment 2 (Danzig) gebildet, später zu Infanterie-Regiment 244 bei der 60. Infanterie-Division
- Danziger Artillerie-Abteilung, später zu I/Artillerie-Regiment 160 bei der 60. Infanterie-Division
- Aufklärungs-Kompanie Gruppe Eberhardt
- Grenzwacht-Bataillon Hacker (drei Kompanien)
- Arbeitsdienst Gruppe Eberhardt (sechs Bau-Kompanien)

## Bekannte Angehörige der Gruppe Eberhardt (Auswahl)
- Alfred Gudelius (1906–1944), Kompaniechef im Danziger Infanterie-Regiment 1